# 보라성게
보라성게(학명: Heliocidaris crassispina)는 만두성게과에 속하는 극피동물의 일종이다. 껍데기의 지름 5cm, 높이 2.5cm이다. 얕은 바다의 바위 지대에 많이 산다. 암컷의 난소는 식용으로 이용하고 정소와 난소는 발생 연구에 이용된다. 껍데기는 단단하고, 평평한 반구형이다.  몸 표면에는 밤송이처럼 짙은 보라색을 띤 큰 가시들이 돋쳐 있다. 그리고,가시의 길이는 일정치 않고, 보통 껍데기의 지름 정도이다. 7-8월에 산란한다.